# Odo agilis
Odo agilis es una especie de araña del género Odo, familia Xenoctenidae. Fue descrita científicamente por Simon en 1897.
Habita en Saint Thomas.